# Pseudepidalea zamdaensis
Pseudepidalea zamdaensis är en groddjursart som först beskrevs av Fei, Ye, Huang in Fei, Ye, Huang och Chen 1999.  Pseudepidalea zamdaensis ingår i släktet Pseudepidalea och familjen paddor. IUCN kategoriserar arten globalt som otillräckligt studerad. Inga underarter finns listade i Catalogue of Life.